# Musel II Mamiconi
Musel II Mamiconi fou marzban d'Armènia del 591 al 593.
Després del seu nomenament va participar amb els romans d'Orient en la batalla del Balàrat, prop de Ganzak, on van derrotar decisivament el rei persa Vararanes VI, restaurant Còsroes II al poder i posant fi a la guerra civil sassànida. Vararanes va fugir al kanat dels Turcs i es va establir a Fergana on uns anys després fou assassinat per un sicari enviat per Còsroes II. El 593 el rei de Pèrsia el va cridar a la cort i va ordenar que en arribar fos detingut. Musel, sospitant el que li preparaven, s'hi va presentar amb dos mil homes i no va poder ser detingut. Va presentar-se el rei, que no li va dir res, i va deixar el lloc i va tornar a Armènia. L'emperador romà d'Orient Maurici rebé la queixa de Musel II, però no va voler trencar l'aliança amb Pèrsia. Llavors Musel va dimitir i va retornar als seus dominis hereditaris o potser va passar al servei de Constantinoble com a general. Entre el 593 i vers el 600 no es coneix qui fou el marzban. El seu successor conegut, vers el 600, fou Simbaci Bagratuní. Musel II va morir a Tràcia combatent pels romans d'Orient en una data propera a l'any 600.